# Spiridon Mocanu
Spiridon Mocanu (n. 18 aprilie 1932, Cahul, România – d. 20 iulie 2007, Chișinău, Republica Moldova) a fost un dansator sovietic și moldovean, Artist al Poporului din RSS Moldovenească (1955).

## Biografie
S-a născut în orașul Cahul din județul omonim, Basarabia (România interbelică). A studiat la clubul de teatru al Casei de Cultură a orașului. În vara anului 1948, la Chișinău, ca parte a unuia dintre colectivele din Cahul, a participat la olimpiada republicană de artă tradițională. Potrivit rezultatelor spectacolului, a fost selectat pentru pregătirea în ansamblul de cântece și dansuri al RSS Moldovenești, „Doina”.
Și-a început cariera scenică în 1949 în ansamblul de dansuri populare „Joc”, unde a lucrat până în 1995. S-a remarcat îndeosebi în dansurile comice, umoristice și în scenele coreografice populare: „Badea Macovei”, „Păcală”, „Baba mea”, „Chiriac”, „Nicovală”, „M-am pornit la Chișinău”, „Logodna” și altele. În 1957, la Festivalul de dans sovietic din Moscova, dansul „M-am pornit la Chișinău” jucat de Ion Furnică, Spiridon Mocanu, Liubomir Iorga și Nadejda Gorodețchi a luat marele premiu și medalia de aur. În 1966 a absolvit secția de coregrafie a școlii de muzică „Ștefan Neaga” din Chișinău. A participat la numeroase turnee în țară și peste hotare. A fost deputat al Sovietului Suprem al RSSM în legislaturile 6 și 7.
S-a stins din viață la 20 iulie 2007. 
În martie 2011 Ministerul Culturii a adoptat un ordin potrivit căruia anual în domeniul coregrafiei se va acorda premiul „Spiridon Mocanu”.

## Premii și distincții
- 1953: Laureat al celui de-al IV-lea festival mondial ale tineretului și studenților (București)
- 1955: Artist al Poporului din RSS Moldovenească
- 1957: Laureat al celui de-al VI-lea festival mondial ale tineretului și studenților (Moscova)
- 1970: Premiul de Stat al RSS Moldovenești pentru abilități de dans
- ?: Ordinul Lenin